# PK (機関銃)
PK機関銃（ロシア語: ПК ペカー；Пулемёт Калашниковаプリミョート・カラーシニカヴァ：「カラシニコフ機関銃」）は、ソビエト連邦製の7.62mm口径の汎用機関銃である。1955年、ソ連砲兵総局がSG-43重機関銃およびRP-46軽機関銃の後継銃について要求仕様を決定した。これを受けてG・I・ニキーチンとY・S・ソコロフが設計した試作銃が完成したが、その後AK-47を設計したことで著名だったミハイル・カラシニコフのチームが参画して競作となり、最終的に本銃が採用された。なおこの時不採用となったニキーチンとソコロフによる設計は、のちにNSV重機関銃として結実している。

## 概要
PK機関銃は、ミハイル・カラシニコフにより設計された戦後第1世代の汎用機関銃である。1961年から配備が開始されている。
内部構造は基本的に、カラシニコフが設計したAK-47小銃およびその後継小銃と同様の機構で設計された。作動方式は、ガス圧利用（ロングストロークピストン方式）、ロータリーボルト式である。AK-47と大きく異なる点は、ガスチューブが銃身の上ではなく下に配置されていること、そしてボルトが後退した位置から射撃が行われるオープンボルト方式となっていることである。
この機関銃は、銃身にキャリングハンドルを装着して素早い銃身交換を可能なように設計されている。レシーバー（銃本体）の前方、機関部カバー・給弾トレイの下には銃身後端を固定している金具（クロスボルト）があり、両方のカバーを開けると現れるこの金具を左へずらすと、固定を解かれた銃身を前方へ抜き取ることができる。その際に銃身のハンドルを持って前方へ押すと、ハンドル付け根がカムとして機能して、必要な力を軽減する。冷却効果を高めるために銃身には銃身の軸線と平行に多数の溝が彫られている。二脚架はガスチューブ部の前方に設けられ、銃を地面に置いたままで銃身だけを交換できる。射手から見て右側の脚には、銃身清掃用のクリーニングロッドが三分割された状態で収納されている。合板製の銃床には大きな穴が開けられ、軽量化を図ると同時に、運搬や射撃の際につかみやすい形状をしている。銃床後部の内側には手入れ用具を収納することができる。
この銃の弾丸は、ワルシャワ条約機構の制式弾薬でもある7.62x54mmR弾（リム付）であり、25連発の非分離式金属製ベルト（後に100連発式に延長、前任のPM1910重機関銃やSG-43重機関銃用の250連発リンクも使用可能）に装着して使用する。100発以上連射したい時はリンク同士を弾薬をピン代わりに使用して接続することも可能である。また、給弾口の下の本体下部には弾丸を取り付けた弾薬リンクを収納した弾薬箱を取り付ける金具が存在し、移動しながらの射撃も可能となっている。この弾薬箱、そして三脚架は、もともと競作時にニキーチンとソコロフの試作銃向けに設計されたものだった。
大きなテーパーとリムの付いた7.62x54mmR弾を使用するため、弾薬は一旦弾薬リンクから後方に引き抜かれ、その後で下方の薬室に向け送り込まれるという複雑な給弾方式が取られている。ボルトキャリアは上から薬莢引き抜き用の爪、ボルト、ガスピストンを備える。AK-47のボルトキャリアとガスピストンは一体化されているが、PKでは両者を別部品としてピンで結合して、ガスピストンがある程度の角度で動くようになっており、レシーバーからの取り出し・再組付けを行いやすいよう配慮されている。ボルトキャリアが前進した状態で機関部カバーを開けて、給弾リンク弾薬一発目の薬莢リムをボルトキャリアの爪にはめ込む（半装填）。機関部カバーを閉じてコッキングハンドルを引き、ボルトキャリアを後退させると、爪が弾薬を給弾リンクから引き抜いて保持する（全装填）。コッキングハンドルはボルトキャリアとは連動しないため、全装填後には前進位置に戻され、射撃時にも前後動しない。トリガーを操作してボルトキャリアが前進を始めると、弾薬が機関部カバー内面のガイドによって押し下げられてボルトの前面に導かれ、そのまま薬室に挿入されて、続いてボルト閉鎖・撃発が行われる。AK-47の撃発が独立したハンマー（撃鉄）によって行われるのに対し、PMでは前進するボルトキャリアがボルト閉鎖の直後にファイアリングピン（撃針）を押し出す。この時点ですでに、ボルトキャリアの爪は次の弾薬のリムをつかんでおり、ボルトキャリアの後退・前進にともなって給弾が自動的に続けられる。
ガスチューブの先端にはレギュレータが設けられ、ガス圧力を三段階に調節できる。
西側の一般的なベルト給弾式機関銃は給弾口が左側に位置するのに対し、PK機関銃では給弾口が右側に配置されている。PM1910以降のロシア製ベルト給弾式機関銃は、DShK38重機関銃を除いてこの方式となっている。銃左側の排莢口には防塵カバーが設けられていて、前後動するボルトキャリアに連動して開閉する。排莢口の上にあたる給弾カバー左側面には弾薬リンク用の排出口があり、こちらにも防塵カバーが付属している。
改良型のPKMは、製造工程簡略化のために銃身の溝（フルート）を廃止した銃身を使用し、生産効率向上と軽量化のために一部の部品の製造方法を削り出しからプレス加工に換えるなどの変更を加えたものである。重量は弾薬無しの状態でわずか7.5kgである。1969年に制式採用された。その後、当初の合板素材を繊維強化プラスチックに置き換えた製品も登場している。
PK系の機関銃は、開発時既にAK-47およびRPDという7.62x39mm弾による分隊編制が進んでおり、いわゆる軽機関銃用途ではなく、狙撃兵（歩兵）中隊の機関銃小隊に配備され、各歩兵小隊を支援する任務を帯びている。RPDやRPKといった分隊支援火器では射程・威力で不十分、また、各小隊のSVDでは火力で不十分な目標に対して、これを制圧することが求められている。
PK系の機関銃は、リム付き弾薬を使用し給弾機構が複雑となるという問題点を持つにもかかわらず、同世代の西側の機関銃と比べかなり軽量であり、その信頼性の高さと併せて、西側諸国でも「弾薬と給弾システム以外は総合性能の高い汎用機関銃」と高く評価されている。

## 派生型

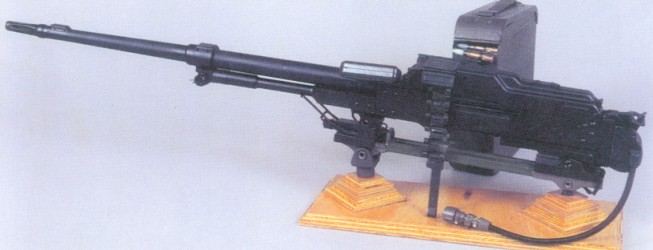
PKT機関銃

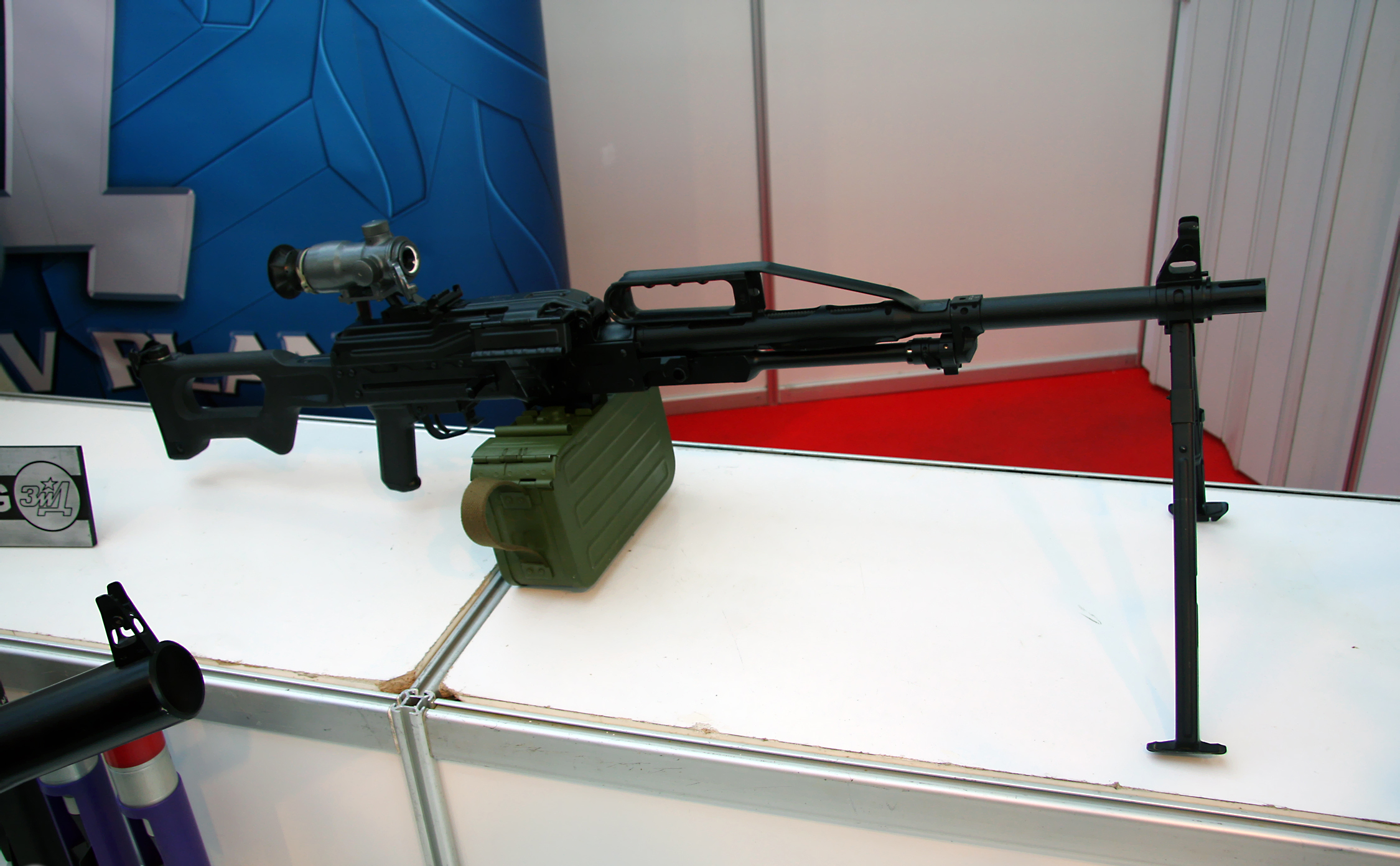
PKP ペチェネグ

PKN
PKにPPN-3暗視装置を装備したタイプ。
GRAUインデックス：6P6N。
PKS
PKを6T2三脚に据付けたもの。
GRAUインデックス：6P3。
PKSN
PKSにPPN-3暗視装置を装備したタイプ。
GRAUインデックス：6P3N。

PKB
PKを装甲兵員輸送車上部の6U1マウントに据付けたもので、SGMB機関銃の後継とされた。
GRAUインデックス：6P10。
PKM
PKを簡略化・改良したもの。
GRAUインデックス：6P6M。
PKMN
PKMにPPN-3暗視装置を装備したタイプ。
GRAUインデックス：6P6MN。
PKMN-1
PKMにNSPU暗視装置またはNSPU-3暗視装置を装備したタイプ。
GRAUインデックス：6P6MN-1。
PKMN2
PKMにNSPUM暗視装置（GRAUインデックス：1PN58-2）を装備したタイプ。

PKMS
PKMを6T5三脚に据付けたもの。
GRAUインデックス：6P3M。
PKMSN
PKMSにPPN-3暗視装置を装備したタイプ。
PKMSN-1
PKMSにNSPU暗視装置またはNSPU-3暗視装置を装備したタイプ。
PKMSN2
PKMSにNSPUM暗視装置（GRAUインデックス：1PN58-2）を装備したタイプ。

PKMB
PKMを装甲兵員輸送車上部の6U1マウントに据付けたもの。
GRAUインデックス：6P10M。
PKT

戦車の同軸機銃および装甲兵員輸送車の砲塔機銃用にSGMT機関銃の後継として設計された派生型。
銃身を容易に交換できないために連射に耐えられるように銃身を厚くしたほか、電気式の遠隔操作用トリガーと硝煙排出装置を装備している。
T-62以降の戦車やBMP系歩兵戦闘車、BTR-60以降の装甲兵員輸送車、BRDM-2装甲偵察車など、ソ連・ロシア製の主だった装甲戦闘車両に装備されている。
GRAUインデックス：6P7。
PKTM
PKTを改修したもので、1998年に採用された。
PKP ペチェネグ

PKMを分隊支援火器として運用しやすいように改良したもの。ルイス軽機関銃のものと同じ原理の空冷放熱機能を持つ銃身ジャケットを備え、二脚は再設計されたものが銃口付近に設けられた。そのため、銃身の迅速交換は考慮されていない。現在、ロシアの特殊部隊を中心に配備が始まっている。
GRAUインデックス：6P41。

### ソ連以外での派生型・コピー品

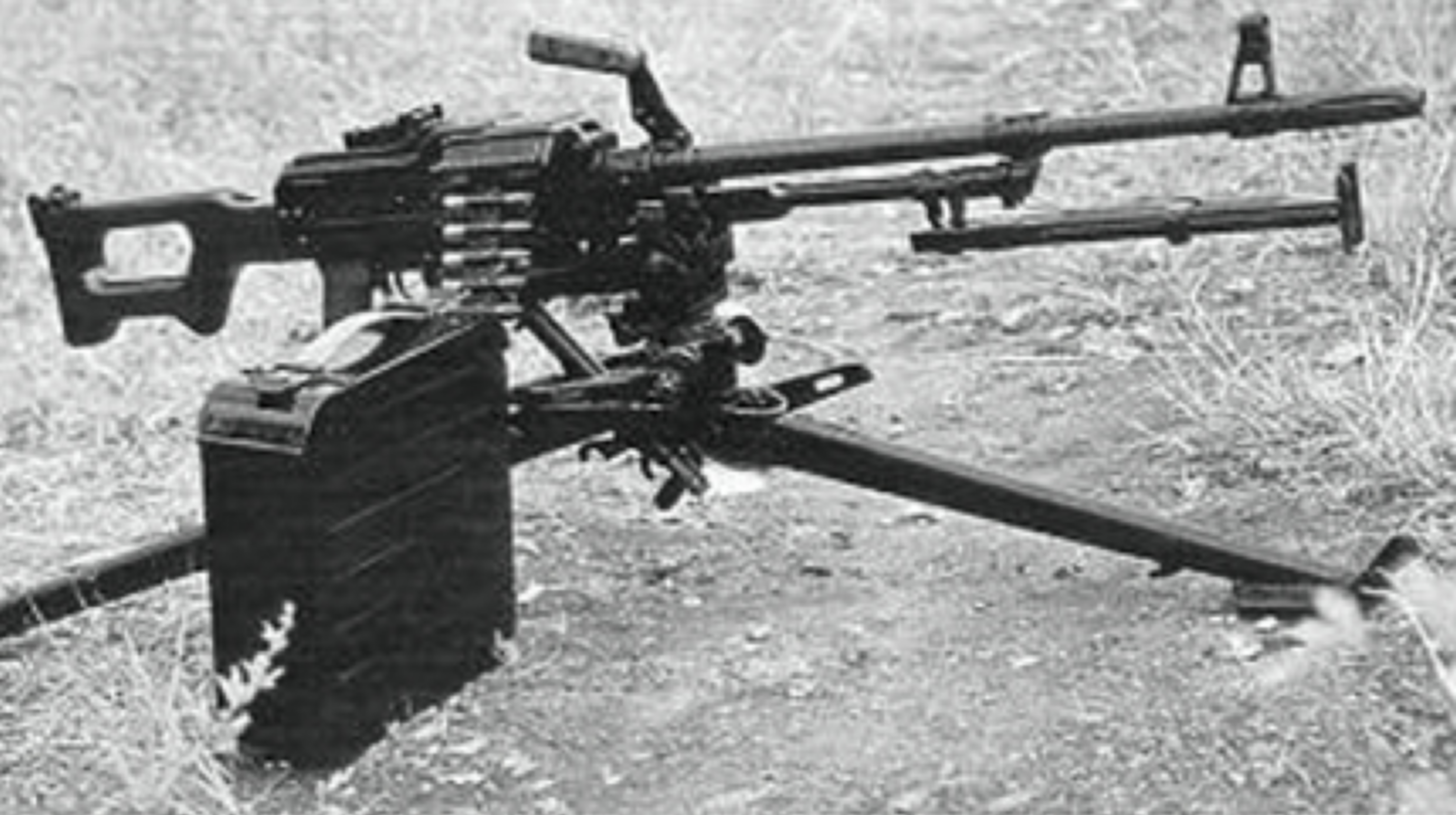
三脚使用時の80式汎用機関銃

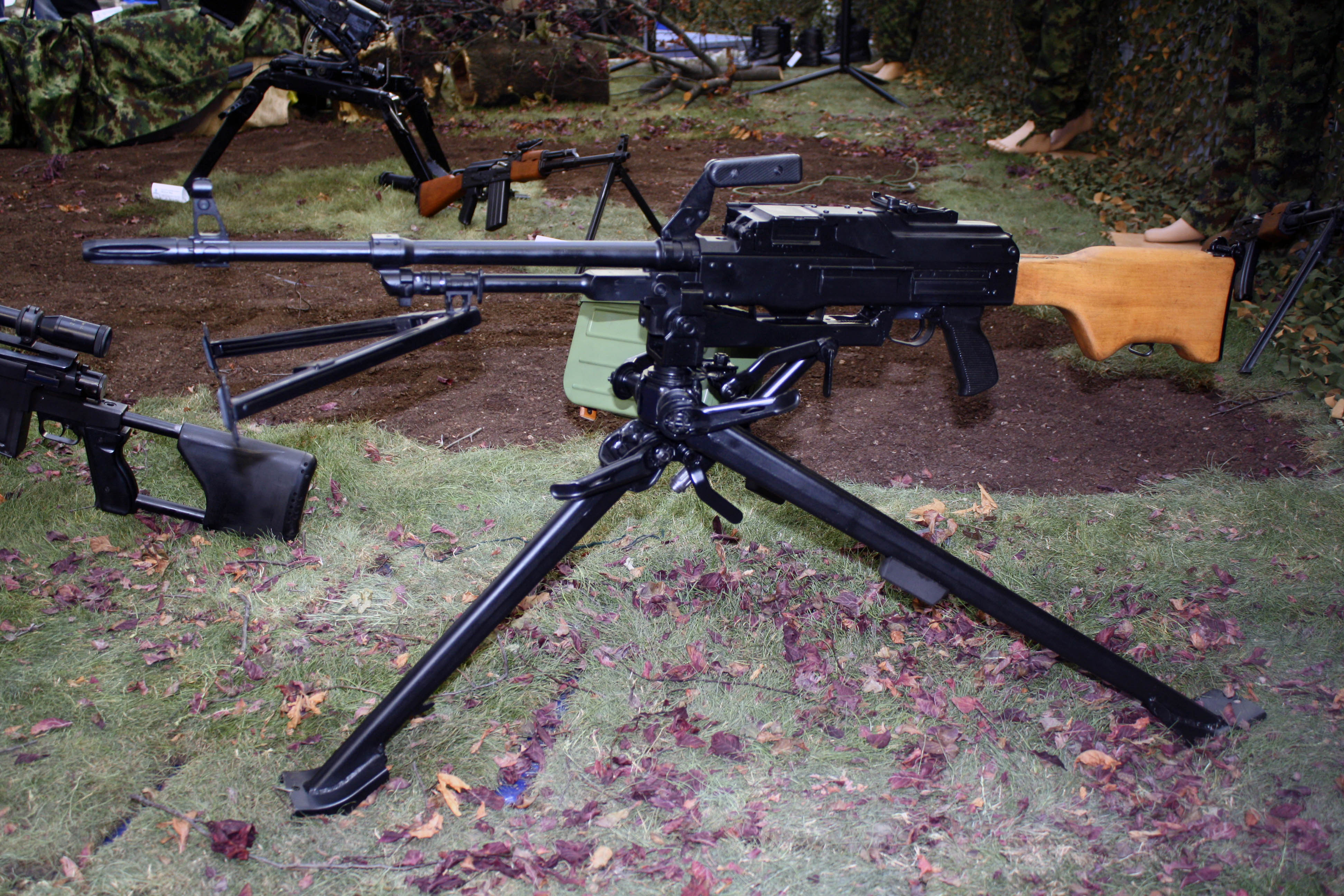
セルビア製のツァスタバ M84

80式汎用機関銃
中国北方工業公司がPKMをコピー生産したもの。人民解放軍への配備は限定的で、輸出をメインとしている。
86式同軸機銃
80式を基に開発された同軸機銃。中国版PKT。
CS/LM4
使用弾薬を7.62x51mm NATO弾に変更した輸出仕様。
68式機関銃
北朝鮮製PK。一部媒体で「82式機関銃」と呼称されることもある。銃床に軽量加工が施されておらず、長距離射撃に適したタンジェントサイトが装備されている。九州南西海域工作船事件で巡視船への攻撃に使用され、後に引き揚げられた工作船内から2丁回収されている。生産数は少ないもののジンバブエで68式が発見されたこともあり、極少数が海外に輸出された可能性がある。
73式軽機関銃
北朝鮮によるPKの派生型。弾帯のほか、バナナ形状の箱型弾倉も使用できる。箱型弾倉はレシーバーカバーの上側から挿入される。銃口制退器、照準器、銃身、ガスチューブ、二脚、銃床の形状が独自のデザインとなっている。安全装置の形状やボルトキャリア細部の加工方法はPKとはやや異なる。軽機関銃としては珍しく、小銃擲弾の発射機能を持つ。
ツァスタバ M84

セルビア（ユーゴスラビア）のツァスタバ・アームズ社がPKMを基に生産したもの。M53機関銃の後継として制式化された。光学照準器や暗視装置が装着できるマウントが装備され、PK特有の銃床の穴が無くなっている。
ツァスタバ M86
PKTと同様の同軸機銃用モデル。M-84戦車などに搭載されている。
7.62x54mm アーセナルマシンガンMG-1M
ブルガリアのアーセナル社が製造する。構造はPKMを基とするが、銃身に独自の改良が加えられている。
UKM-2000
ポーランド製。7.62x51mm NATO弾を使用可能とするなど、独自の改良がされている。
Mayak KM-7.62
ウクライナのMayak社がPKMを基に生産したもの。基になったPKMより操作性が向上した。
Mayak KT-7.62/KTM-7.62
KM-7.62を基に開発された同軸機銃用モデル。

## 採用国
- ウズベキスタン、カザフスタン、アルメニアなどのソビエト連邦構成国
- ポーランド、ハンガリー、ブルガリアなどの旧ワルシャワ条約機構加盟国
- セルビア、モンテネグロ、北マケドニアなどのユーゴスラビア構成国
- コンゴ民主共和国、エチオピア、ソマリアなどアフリカの多数
- スリランカ、バングラディッシュ、ラオスなど南アジアの多数
- イラク、イランなど中東の国家
- 中国、北朝鮮、ベトナムなど、ソビエト連邦に支援を受けた国

スウェーデンでは、1990年代にドイツから東ドイツ軍の装備していた余剰のMT-LBとBMP-1を購入して"Pbv 401" および"Pbv 501"の制式名で装備した際に、その搭載機関銃であるPKTもそのまま導入し、"Ksp m/95"(Kulspruta m/95) の制式名称で装備した。

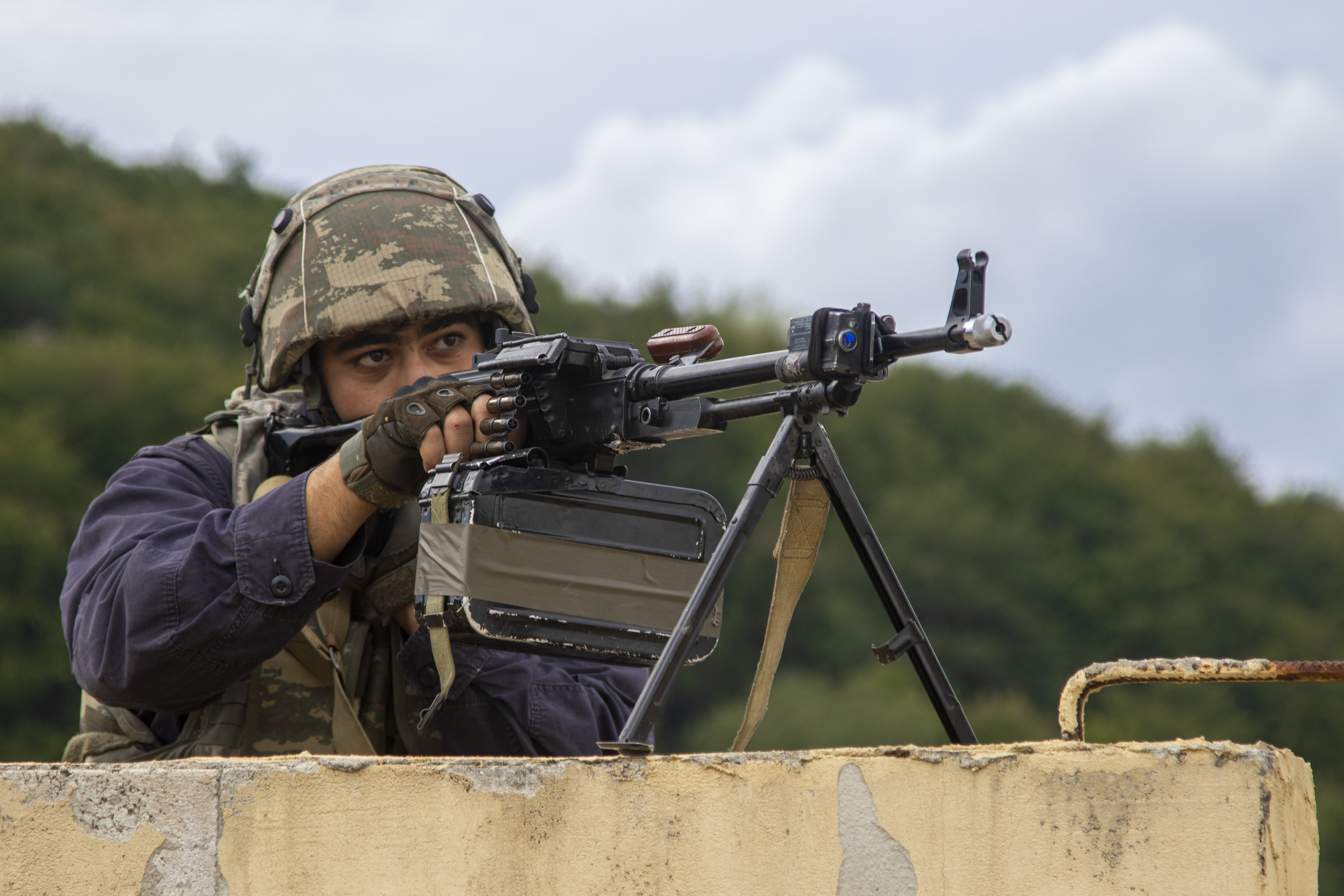
PKMを構えるアゼルバイジャン兵
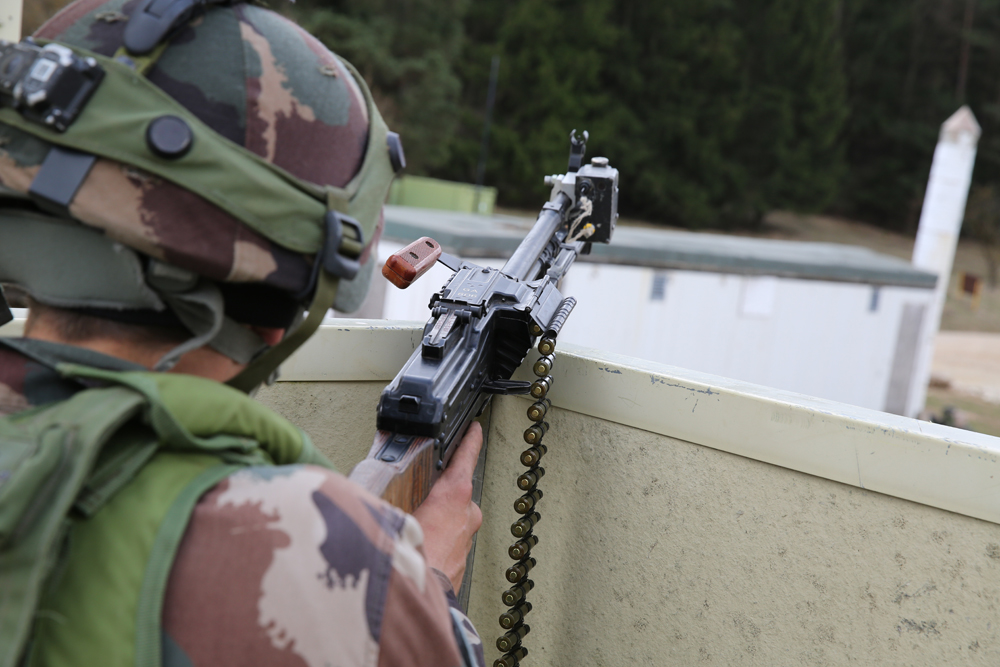
PKMを構えるハンガリー兵
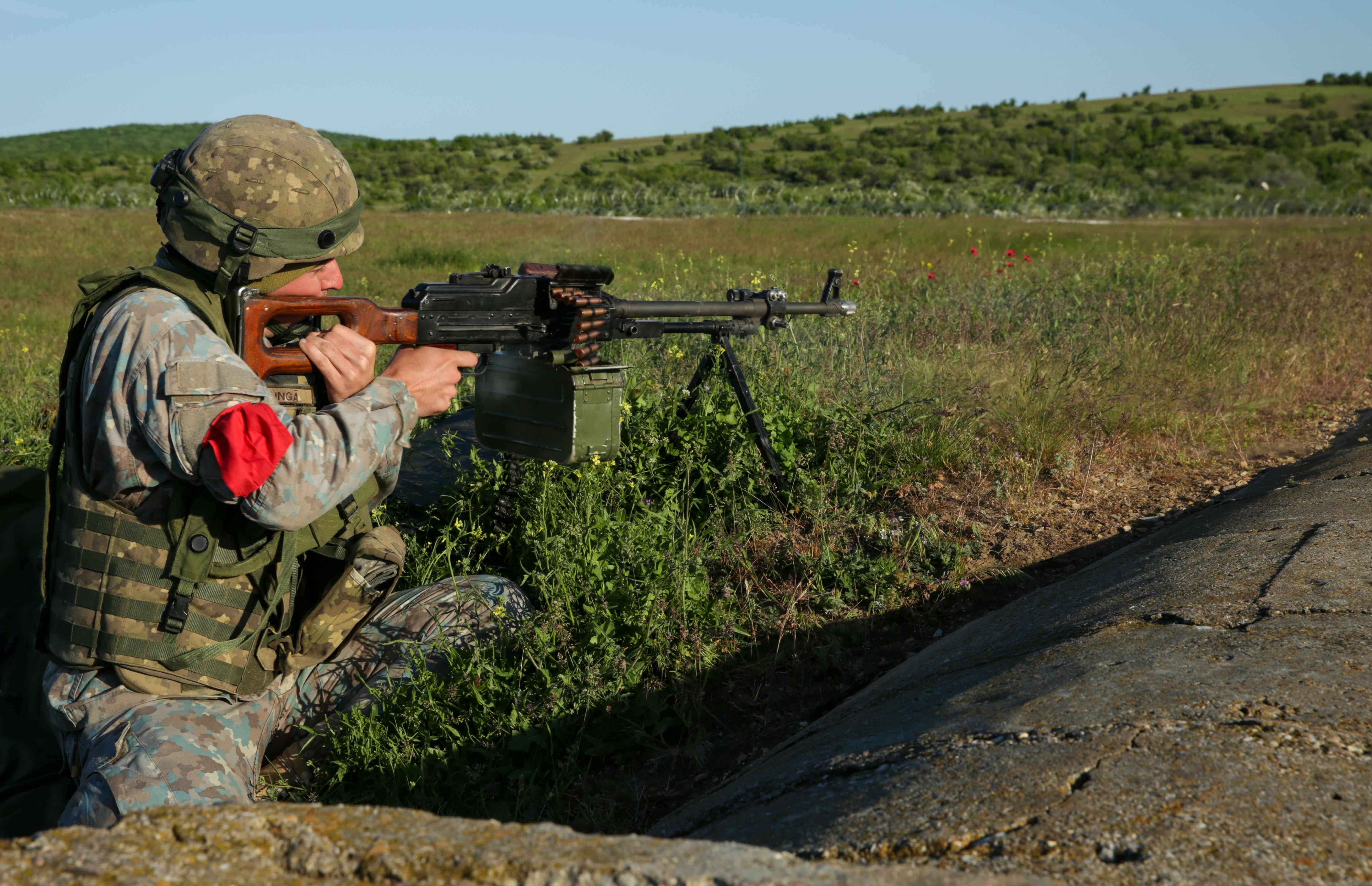
PKMを構えるルーマニア兵
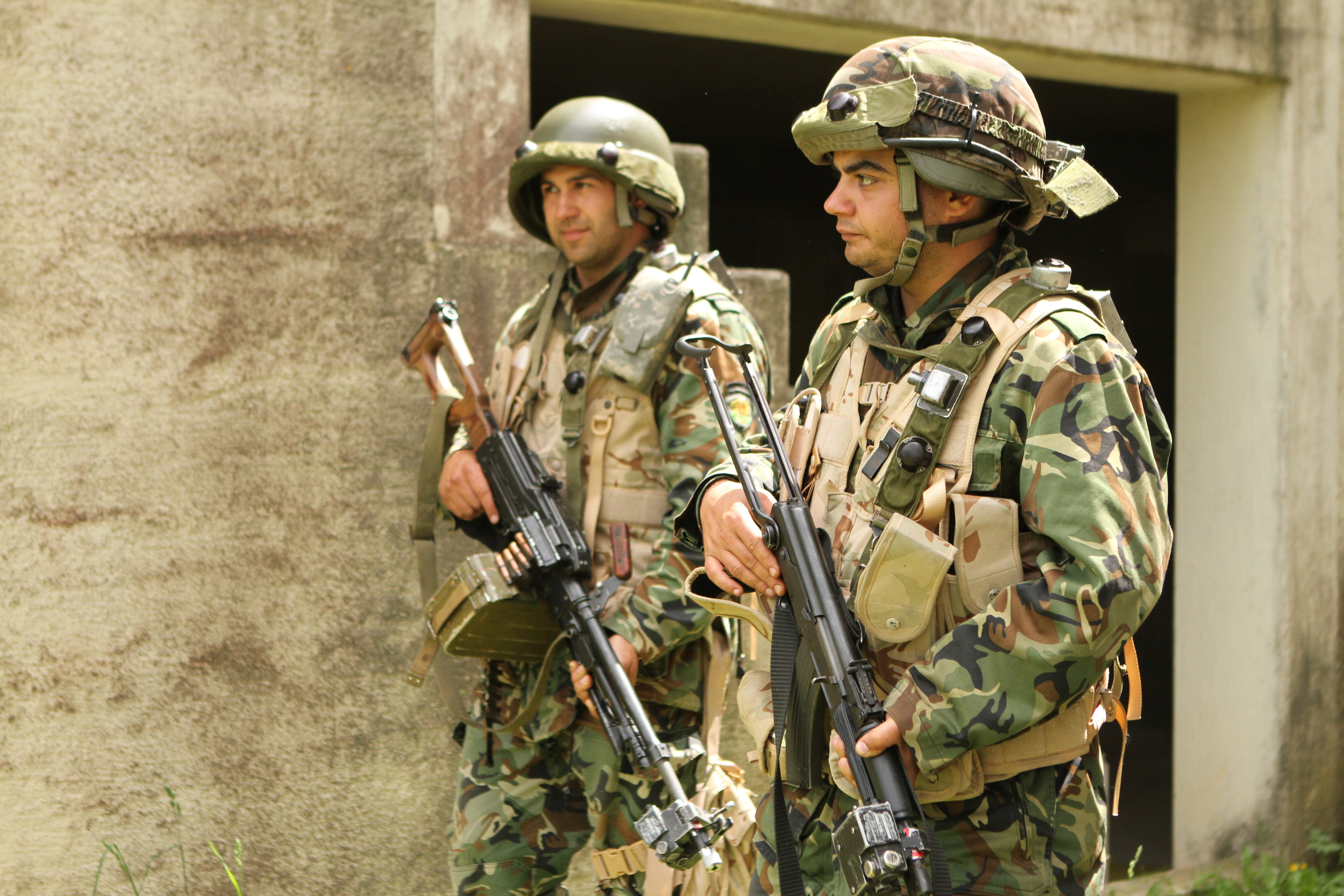
PKMを携行するブルガリア兵（奥）
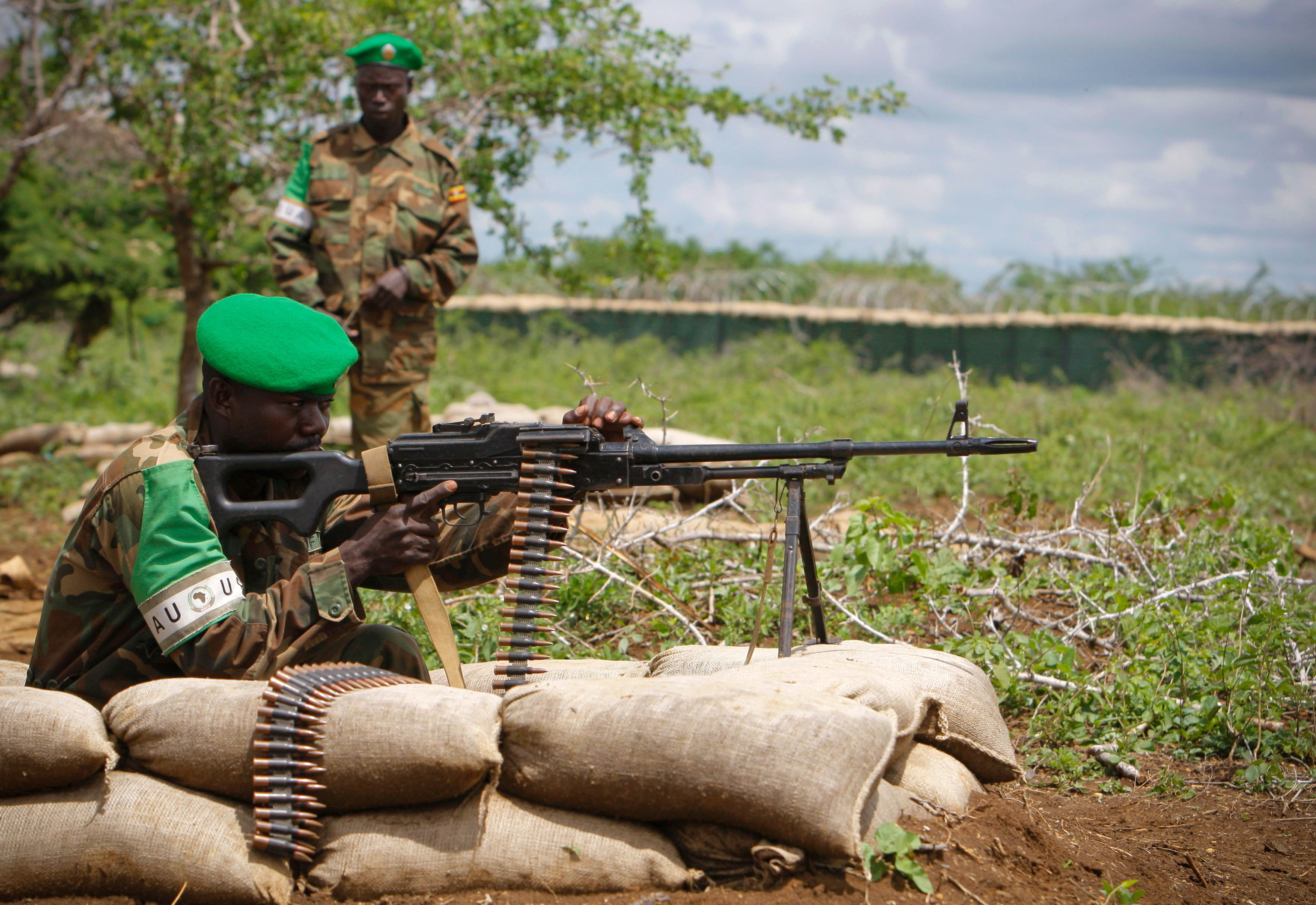
PKM（または80式）を構えるウガンダ兵

## 登場作品

### 映画
『RED/レッド』
物語冒頭、主人公のフランク・モーゼズの家を襲った傭兵が近代化改修を施したPKMを使用。
『S.A.S. 英国特殊部隊』
『エクスペンダブルズシリーズ』
『エクスペンダブルズ2』
敵のテクニカルにPKMが搭載されている。
『エクスペンダブルズ3 ワールドミッション』
『エクスペンダブルズ2』と同じく敵のテクニカルに搭載されているが、PKPに変更されている。

『コマンドーR』
『シー・サバイバー』
『スター・オブ・ソルジャー』
『バイオハザードV リトリビューション』
モスクワエリアでの戦闘でプラーガアンデッドの一部がPKMを使用する。
『ブラッド・ダイヤモンド』
革命統一戦線の基地兼ダイヤモンド鉱山を強襲した民間軍事会社のMi-35 Mk.III スーパーハインドに、ドアガンとして搭載されている。
『ランボー3/怒りのアフガン』
主人公のランボーがソ連軍との最後の戦いの際にPKMを使用。このPKMはイスラエル国防軍から貸し出された実銃である。
『ローン・サバイバー』
山での戦闘で、ターリバーンがPKMを使用。
『ロシア特殊部隊 スペツナズ』

### 漫画・アニメ
『うぽって!!』
PKM（擬人化キャラ）がPKMを使用。
『ソードアート・オンライン オルタナティブ ガンゲイル・オンライン』
PKMをライバルチームのメンバーであるソフィーとローザが使用。他のロシア系銃器同様、GGO内では欧米系の銃器より安価。
『不死の猟犬』
立てこもり犯が使用。
『リコリス・リコイル』
主人公のたきなとテロリストの真島が使用。
『ヨルムンガンド』
テロ組織「新・あかつきの戦線」メンバーがPKMSをテクニカルに搭載している。

### ゲーム
『ARMA 2』
PKM・PKPが登場。
『Far Cryシリーズ』
『Far Cry 2』
『Far Cry 3』
『Far Cry 4』
PKMが登場。『2』では耐久度があり、使用し続けるとジャムを起こしたり、暴発したりする。

『MASSIVE ACTION GAME』
PKMが「PSK MG」の名称で、セイバーのミドルマシンガンとして登場。
『Operation Flashpoint: Cold War Crisis』
ソ連軍とレジスタンス陣営の機関銃手兵科で使用可能な汎用機関銃としてPKMが登場する。
『アンチャーテッド 砂漠に眠るアトランティス』
「PAK-80」の名称でPKMが登場。
『エースコンバット アサルト・ホライゾン』
BRDM-2偵察戦闘車の副武装としてPKTが登場。
『カウンターストライクオンライン』
PKMが登場。
『グランド・セフト・オートV』
「MG」の名称でPKMが登場する。
『ゴーストリコンシリーズ』
『ゴーストリコン フューチャーソルジャー』
ライトマシンガンの一種としてPKP ペチェネグが登場。アンゴラから国境を越えてザンビアの難民キャンプに入り込んだ戦争犯罪人のデデ・マカバ配下の民兵や、ナイジェリアの民間軍事会社「ウォッチゲート」の傭兵、ロシアの強硬派組織「レイブンズロック」の影響下にあるロシア軍が装備しており、プレイヤー側も奪って使用することが可能。
『ゴーストリコン ワイルドランズ』
ライトマシンガンの一種としてPKP ペチェネグが、GRAUインデックスの「6P41」の名称で登場。麻薬カルテル「サンタ・ブランカ」のシカリオ（殺し屋、構成員）が装備しており、プレイヤー側も奪って使用することが可能。

『コール オブ デューティ モダン・ウォーフェア(2019年版)』
PKMが登場。
『ソードアート・オンライン フェイタル・バレット』
PKMのボックスマガジン仕様が「MGカリムスキー」の名称で登場（武器ランクで名称変化）。外見が若干アレンジされた架空銃であり、作中では大型アサルトライフルとされ片手（二丁持ち）での使用も可能。しかし、装弾数が100発を超える、発射までに若干のタイムラグがあるなど通常のアサルトライフルとは明確に差別化されている。ツェリスカが使用する。
『ドールズフロントライン』
萌え擬人化されたものが星4戦術人形「PK」として登場。
『バトルフィールド』シリーズ
『BF2』
援護兵の装備としてPKMを使用可能。また、T-90の同軸機銃としてPKTを使用可能。
『Project Reality』
自由シリア軍、ハマース、ターリバーンなどの民兵や北ベトナム軍がPKMを装備。他にテクニカルの車載機銃として登場する。ロシア連邦軍の歩兵種別であるマシンガンナーの装備にPKPが使用可能。
また、主力戦車（MBT）のT-90や装甲兵員輸送車（APC）のBTR-80、歩兵戦闘車（IFV）のBMP-2やBMP-3、偵察戦闘車BRDM-2の同軸機銃としてPKTを使用可能。
自由シリア軍では主力戦車（MBT）のT-62、歩兵戦闘車（IFV）のBMP-1の同軸機銃としてPKTを使用可能。

『BF2MC』
MEC援護兵でPKMを使用可能。
『BFBC』
援護兵の武器としてPKMが登場。
『BFBC2』
衛生兵の武器としてPKMが登場。また、T-90の同軸機銃としてPKTが登場する。
『BF3』
援護兵の武器としてPKP ペチェネグが登場。また、T-90AやBMP-2Mなど、各種装甲戦闘車両の同軸機銃としてPKTが登場する。
『BF4』
援護兵の武器としてPKP ペチェネグが登場。

『フリーダム・ファイターズ』
「マシンガン」としてPKMが登場。
『マーセナリーズ』
中国軍の偵察車BJ2020 SCOUTと北朝鮮反乱軍の偵察車SUNGRI SCOUTにPKMが搭載されているほか、北朝鮮反乱軍の主力戦車T-62にPKTが搭載されており、両者とも使用可能。
『メダル・オブ・オナー』
PKMが登場。
『メタルギアソリッド ピースウォーカー』
PKMが登場。開発が進むと装弾数が多くなる。
『レインボーシックス シージ』
PKP ペチェネグが「6P41」の名称で登場。